# Юрген Матей
Юрген Матей (на нидерландски: Jurgen Mattheij) е нидерландски футболист, централен защитник.

## Успехи
ЦСКА София
- Купа на България (1): 2021
- Най-добър защитник в efbet Лига за 2021 г. – церемония „Футболист на годината“
- Най-добър чужденец в efbet Лига за 2021 г. – церемония „Футболист на годината“
- Най-красив гол в efbet Лига за 2021 г. – церемония „Футболист на годината“